# Tightrope (película de 1984)
Tightrope (titulada En la cuerda floja en España) es una película de suspense estadounidense estrenada en 1984. Fue escrita y dirigida por Richard Tuggle y producida y protagonizada por Clint Eastwood. La banda sonora instrumental está compuesta por Lennie Niehaus.

## Argumento
Una mujer joven que va caminando sola a casa es acosada por un hombre con unas zapatillas deportivas singulares. Después de que ella deja caer uno de sus regalos, un oficial de policía se ofrece a acompañarla hasta su puerta principal. La cámara revela cómo el policía lleva las mismas zapatillas de deporte que el acosador.
Al día siguiente, el detective divorciado de la policía de Nueva Orleans Wes Block (Clint Eastwood) está jugando al fútbol americano con sus hijas Penny y Amanda. Mientras la familia se prepara para ir a un partido, Block es convocado a la escena del crimen, lo que lo obliga a romper sus planes con sus hijas.
Le asignan el caso de un violador y asesino en serie de mujeres que actúa en el famoso y conflictivo Barrio Francés. La investigación se transforma en un reto psicológico para Wes, cuando descubre que su personalidad y comportamiento tienen muchos puntos en común con el asesino. Temores enterrados en el pasado afloran ahora a la mente del detective y se agudizan cuando resultan asesinadas mujeres a las que él conoce.

## Producción
Tightrope se filmó en Nueva Orleans en el otoño de 1983. Aunque Richard Tuggle mantuvo los créditos de director, al igual que ya había pasado con The Outlaw Josey Wales en el que el director original Philip Kaufman fue reemplazado por la estrella, Eastwood dirigió la mayor parte de la película después de encontrar que Tuggle trabajaba demasiado despacio.

## Recaudación
La película se estrenó en los cines de los Estados Unidos en agosto de 1984. Finalmente recaudó 48 millones de dólares en la taquilla de los Estados Unidos. En su primer fin de semana la película fue número 1 en taquilla, con $ 9.156.545.

## Crítica
Thriller psicológico recibido por la crítica americana como uno de los mejores de los años ochenta. Roger Ebert elogió a la película por asumir riesgos al explorar la idea de un policía pertinaz aprendiendo a respetar a una mujer. Menciona la película como "mucho más ambiciosa que las películas de Dirty Harry. Su colega Gene Siskel también elogió la película durante su revisión de la película en su programa At the Movies, reseñando la actuación del villano, la relación entre Eastwood y Geneviève Bujold, así como Eastwood haciendo "un excelente trabajo arriesgando su carisma de estrella interpretando a un piojo" y también "adentrándonos en ver cómo es realmente abusar de las mujeres ". Janet Maslin concluyó que la película "no es del Eastwood de alto nivel, pero está cerca". David Denby comparó el estilo de dirección de Eastwood con el "vulgar de Don Siegel, a modo de ansiedad urbana, refrenado por episodios de arrebatos eróticos sosegados", y declaró que como actor "también realizó su actuación más compleja y contundente hasta la fecha".

## Reparto
- Clint Eastwood como Wes Block.
- Geneviève Bujold como Beryl Thibodeaux.
- Dan Hedaya como Detective Molinari.
- Alison Eastwood como Amanda Block.
- Jenny Beck como Penny Block.
- Marco St. John como Leander Rolfe.
- Rebecca Perle como Becky Jacklin.
- Regina Richardson como Sarita.
- Randi Brooks como Jamie Cory.
- Jamie Rose como Melanie Silber.
- Graham Paul como Luther.
- Margie O'Dair como Ruth Holstein.
- Rod Masterson como patrullero Gallo.